# Théodore Diodati
Pour les articles homonymes, voir Diodati.
Théodore Diodati, né le 23 août 1573 à Genève, et mort en 1651, est un médecin genevois.

## Biographie
Théodore Diodati est né le 23 août 1573 à Genève. Il est l'aîné de dix enfants de Carlo Diodati (1541-1625), banquier d'affaires, et de sa seconde épouse, Maria Mei. La famille était originaire de la ville de Lucques, dans le Nord de l'Italie, où ils avaient joué un rôle prépondérant dans la vie publique.
Comme d'autres confrères de Genève et de la Suisse, il travaille pour la cour royale d'Angleterre. Son fils est un ami de John Milton.
Théodore Diodati meurt en 1651.